# Rattus giluwensis
Rattus giluwensis är en däggdjursart som beskrevs av Hill 1960. Rattus giluwensis ingår i släktet råttor, och familjen råttdjur. IUCN kategoriserar arten globalt som otillräckligt studerad. Inga underarter finns listade i Catalogue of Life.
Denna råtta förekommer på östra Nya Guinea. Arten vistas i bergstrakter ungefär mellan 2200 och 3600 meter över havet. Habitatet utgörs av skogar med mossa som undervegetation och av bergsängar. Individerna gräver tunnlar.